# Šugni
Šugni, iranski planinski narod naseljen s obje strane afganistansko-tadžikistanske granice, većinom u Badakshanu. Jezično pripadaju pamirskoj podskupini Jugoistočnih Iranaca, te su srodni Sarikolima i Jazgulamima. Među Šugnima se po dijalektima i imenima razlikuje više sakupina, to su Šugni (Shugni) u pravom smislu kojih ima oko 50,000; Orošori (Oroshori) 2,000, Rušani (Rushani) 18,000, Bartangi 3,000 i 800 Khufija.
Šugni kao pravi planinski narod žive po obroncima Pamira gdje se bave planinskim stočarstvom. U prošlim stoljećima malene pamirske države bile su u međusobnim ratovima, koje su još u 16 stoljeću postsle vazalima Buhare. Po vjeri su muslimani, pripradnici sekte ismailija.

## Vanjske poveznice
- The Peoples of the Pamirs
- Indigenous Communities from Tajikistan  Arhivirana inačica izvorne stranice od 3. siječnja 2010. (Wayback Machine)